# Schrei (nummer)
"Schrei" is een lied van de Duitse rockgroep Tokio Hotel, van hun gelijknamige album Schrei. Het werd hun tweede single en kwam uit op 28 november 2005. Een Engelstalige versie van het nummer is terug te vinden op het Engelstalige album Scream.

## Reacties
Het nummer werd wel een hit maar heeft nooit het succes van de voorganger Durch den Monsun behaald.

## Videoclip
De videoclip toont de groep die optreedt op een wild huisfeestje onder tieners.

## Tracklist van de single
1. Schrei
2. Schrei (Grizzley remix)
3. Schwarz
4. Beichte